# Exciter (musikgrupp)
Exciter är ett speed metal/thrash metal-band från Ottawa i Kanada. Originalmedlemmar i bandet var John Ricci (gitarr), Dan Beehler (trummor(/sång) och Allan James Johnson (basgitarr). Dan Beehler bildade 1999 bandet Beëhler där även Allan James Johnson spelade. Sedan 2014 har Beehler och Johnson återvänt till Exciter och även Ricci anslöt för en nystart. 2018 lämnade dock Ricci bandet och Exciter består sedan dess av Beehler, Johnson och gitarristen Daniel Dekay. Debutalbumet Heavy Metal Maniac, utgivet sommaren 1983, brukar nämnas som ett av de tidigaste släppta inom genren speed/thrash metal.

## Biografi

### De första åren
År 1978 bildades bandet i sin första skepnad under namnet Hell Razor i Ottawa, Kanada. Bandet bestod av John Ricci, Dan Beehler och Allan James Johnson. Namnbytet till Exciter kom 1980 och de spelade strax efteråt in en demo vilken de sände till Mike Varney, anställd på skivbolaget Shrapnel Records. Varney inkluderade en låt från demon, "World War III", på samlingsalbumet US Metal Volume II som släpptes 1982. Exciter fick snart ett skivkontrakt på Shrapnel Records och 1983 släpptes deras debutalbum Heavy Metal Maniac.
Senare samma år så skrev Exciter ett nytt skivkontrakt med Megaforce Records och släppte 1984 Violence & Force. Efter ett par spelningar som förband till Anthrax gav bandet sig ut på en turné tillsammans med Mercyful Fate. Exciter bytte för tredje gången skivbolag. Denna gång blev det "Music For Nations". De reste till London där de spelade in sitt tredje album (producerat av Motörheads producent Guy Bidmead). Albumet fick titeln Long Live the Loud. Det var en aning mer 'mainstream' än deras två tidigare album, som båda hade varit med och format genrerna thrash- och speed metal. Efter skivsläppet gjorde bandet sin första europaturné med Accept och senare också en amerikansk turné med Motörhead och Megadeth. Innan året var slut släppte de en EP, Feel the Knife, vilket blev det sista släppet från bandets originaluppsättning. Gitarristen John Ricci hade bestämt sig för att sluta och han ersattes av Brian McPhee.

### Medlemmar kommer och går
Med den nya gitarristen kom ett nytt, mer melodiskt sound. Nästa album, Unveiling the Wicked, var det första albumet som släpptes på det nya bolaget Music For Nations, 1986. Samma år gav sig bandet åter igen ut på en väldigt framgångsrik europaturné tillsammans med Motörhead och Manowar. Det var under denna turné som det bestämdes att Dan Beehler (som hade hanterat trummorna samtidigt som han sjöng) inte skulle sjunga mer. Det något kontroversiella valet att låta trummisen sjunga var det som hade blivit något av ett varumärke för bandet, men Exciter stod och vägde på kanten till genombrott och en frontman skulle göra bandet mer publikvänligt. En ny sångare hittades i Rob Malnati som gjorde sin skivdebut på 1988 års självbetitlade album. Albumet släpptes av det kanadensiska skivbolaget Maze Music. Bandet pressades nu i en ännu mer melodisk riktning, vilket snart splittrade bandet. De interna konflikterna, övergivandet av sina rötter och de eviga skivbolagsbyterna gjorde att bandet tog en paus.
1991 återförenades bandet med Dan Beehler på trummor och sång. Originalgitarristen John Ricci var nu tillbaka i bandet men originaluppsättningen hade inte återförenats då basisten Allan James Johnson hade tackat nej. Han ersattes av David Ledden. Den första inspelningen från denna inkarnation av bandet var låten "Born to Kill" som fanns med på samlingsalbumet "Capitol Punishment", som släpptes samma år som återföreningen ägde rum.
År 1992 släpptes albumet Kill after Kill och bandet gav sig ut på turné med Rage. 1993 släpptes debutlivealbumet Better Live than Dead, vilken spelades in under deras kanadensiska turné 1991. Albumet bestod endast av låtar från de tre första albumen. Efter album släpptes splittrades bandet för en andra gång.

### John Ricci blir till slut enda kvarvarande originalmedlem
I mars 1996, tre år efter den senaste splittringen, återförenades bandet igen. Denna gång med en enda originalmedlem, gitarristen John Ricci. Tre helt nya bandmedlemmar tillkom, sångaren Jacques Bélanger, Rick Charron på trummor och slutligen basisten Marc Charron. Den nya banduppsättningen gjorde ett par väl mottagna spelningar i Kanada innan de spelade in albumet The Dark Command år 1997. Albumet sågs som det starkaste som bandet hade släppt sen deras tre första. 
Mellan 1998 och 2000 var aktiviteten i bandet låg, de gjorde endast två framträdanden under dessa år. Sommaren 2000 spelades uppföljaren till The Dark Command in, och det nya albumet fick namnet Blood Of Tyrants. Bandet gick nu in i en progressiv riktning. Hösten 2001 lämnade sångaren Jacques Bélanger bandet på grund av "kreativa meningsskiljaktigheter". Ett år senare lämnade även Marc Charron bandet.
I början av 2003 utannonserades en ny uppsättning av bandet, som bestod av de kvarvarande medlemmarna tillsammans med den nya vokalisten Rob Degroot och basisten Paul Champagne. Denna uppsättning höll bara i två månader innan 2003 Degroot slutade och ersattes av den tidigare sångaren Jacques Bélanger. Basisten Paul Champagne slutade strax innan inspelningen av New Testament vilket ledde till att Ricci fick spela både bas och gitarr på albumet. New Testament bestod av nyinspelade klassiker från bandets karriär. Senare samma år anslöt sig basisten Rob Cohen och året avslutades med en turné tillsammans med bandet Steel Attack.

### 2005 –
2005 spelade bandet på flera olika europeiska festivaler, bland andra Tradate Iron Fest i Tradate, Italien, Bang Your Head i Balingen, Tyskland and Metalcamp i Tolmin, Slovenien. Ett år senare lämnade sångaren Jacques Belanger återigen bandet. Han blev snabbt ersatt av Kenny Winter som anslöt i oktober 2006. Försenat två gånger om, först december 2007 och sedan januari 2008, släpptes det nya albumet Thrash Speed Burn den 22 februari 2008 i Kanada, och 4 mars i resten av världen. Albumet Death Machine släpptes 29 oktober 2010.

## Medlemmar
Nuvarande medlemmar
- Alan Johnson – basgitarr (1980–1988, 2014– )
- Dan Beehler – trummor (1980–1988, 1992–1993, 2014– ), sång (1980–1987, 1992–1993, 2014– )
- Daniel Dekay – gitarr (2018– )

Tidigare medlemmar
- John Ricci - gitarr (1980–1985, 1992–1993, 1996–2018)
- Brian McPhee – gitarr (1986–1988)
- Jimi Kunes – sång (1988)
- Rob Malnati – sång (1988)
- David Ledden – basgitarr (1992)
- Jeff MacDonald – basgitarr (1993)
- Marc Charron – basgitarr (1996–2002)
- Rik Charron – trummor (1996–2014)
- Jacques Bélanger – sång (1996–2001, 2003–2006)
- Paul Champagne – basgitarr (2003)
- Rob DeGroot – sång (2003)
- Rob "Clammy" Cohen – basgitarr (2004–2014)
- Kenny Winter – sång (2006–2014)

## Line-ups och diskografi
Demo
- 1982 – World War III

Samlingsalbum
- 1989 – Heavy Metal Maniac / Violence & Force